# غسولة
غسولة بلدة سورية تتبع  منطقة دوما في محافظة ريف دمشق. تقع بين ناحيتي حران العواميد والغزلانية على الجهة الشمالية للطريق الواصل بين مدينة دمشق ومطار دمشق الدولي. ترتفع عن سطح البحر 614 م. تقع إلى الغرب من مطار دمشق الدولي.